# Вальтер Шук
Вальтер Шук (нім. Walter Schuck; нар. 30 липня 1920, Франкенгольц — пом. 27 березня 2015, Оттерндорф) — німецький військовий льотчик-ас часів Третього Рейху, обер-лейтенант (1944) Люфтваффе. Один з найкращих за результативністю німецьких асів Другої світової війни, здійснив понад 500 бойових вильотів, в яких здобув 206 перемог у повітряних боях. Переважну більшість літаків противника він збив на Східному фронті, вісім перемог здобув на реактивному винищувачі Me 262. Кавалер Лицарського хреста Залізного хреста з дубовим листям (1944).

## Біографія
Вальтер Шук народився 30 липня 1920 року у Франкенгольці, сучасне передмістя Бексбаха, на так званій території Саарського басейну, німецькому регіоні, що був окупований британськими та французькими військами за умовами Версальської угоди з 1920 до 1935 року й перебував під мандатом Ліги Націй. Вальтер був одним з п'яти дітей Якоба Шука, шахтаря та ветерана Першої світової війни та його дружини.
Після плебісциту 13 січня 1935 року Саар приєднався до Німеччини 1 березня 1935 року. На початку 1937 року 16-річний Шук подав прохання на проходження служби в лавах Повітряних сил Третього Рейху. 3 квітня 1937 року він поступив на обов'язкову службу до Імперської служби праці. В листопаді 1937 року Вальтер Шук розпочав курс молодого бійця у 2-му відділі підготовки авіації у Квакенбрюку. 1 квітня 1938 року його перевели до 254-ї бомбардувальної ескадри у Гютерсло, де він солдатом виконував завдання по забезпеченню охорони аеродрому. Згодом перевівся до льотної школи у Шюрені, поблизу Мешеде в Зауерланді.
У лютому 1939 року Шук поступив на тримісячний курс у Люфтфарттехніше Шуле (аеронавігаційний технікум) у Бонні-Хангеларі. Після цього він був переведений назад у Квакенбрюк до льотної школи, де пройшов повний курс підготовки та 14 травня 1940 року отримав ліцензію пілота військової авіації. 16 червня 1940 року він прибув до Вернеухена до школи підготовки льотчика-винищувача і зарахований до 3-ї ескадрильї обер-лейтенанта Клауса Квет-Фаслема. Льотна підготовка здійснювалася на винищувачах Bf 109 B-2, а згодом на Bf 109 E-1. 2 вересня 1940 року після закінчення школи пілотів-винищувачів був переведений до 3-ї ескадрильї додаткової винищувальної групи.
У жовтні 1940 року молодого пілота призначили до 3-ї винищувальної ескадри. 25 жовтня 1940 року його Bf 109 E-3 відхилився зі злітно-посадкової смуги у Сент-Омер; унаслідок аварії Шук отримав поранення, а літальний апарат був знищений. 1 грудня його підвищили в унтерофіцери.
31 грудня авіаційна група JG 3 була передана до складу 5-ї винищувальної ескадри як 7-ма ескадрилья й отримала наказ на передислокування на Північ. Німецький авіаційний підрозділ перелетів до норвезького Ставангера, а 1 лютого до Буде. 24 квітня 7-ма ескадрилья прибула до Петсамо, де вона була підпорядкована III. групі JG 5 гауптмана Гюнтера Шольца.
15 травня 1942 року Шук здобув свою першу перемогу, збивши радянський МіГ-3. 5 червня 1942 року він збив в одному бою відразу чотири радянських винищувачі. 14 червня 1940 року Шук був відзначений Залізним хрестом. 1 грудня 1942 року йому присвоїли звання фельдфебеля. До квітня 1943 року Шук здобув 34 перемоги проти ВПС СРСР. 24 червня 1943 року його нагороджено Золотим Німецьким хрестом.
14 вересня JG 5 вилетів з декількох аеродромів у Печенги та Кіркенесі на захист німецького конвою. Під час зіткнення у повітрі з радянською авіацією молодий пілот збив ще чотири літаки противника, досягши таким чином 50 перемог у повітряних боях. 1 жовтня 1943 року йому присвоєне звання обер-фельдфебеля.
29 січня 1944 року III група здійснила перший бойовий виліт у новому році і зіткнулася з кількома винищувачами Як-7 122-ї винищувальної авіаційної дивізії ППО Червоної армії на південь від Мурмаші. У бою німці збили чотири радянські літаки, два з яких збив Шук особисто. Однак у радянських записах відмічена інформація про втрату одного літального апарата. 17 березня III./JG 5 забезпечувала повітряне прикриття німецькому конвою; під час патрулювання сталося два великих повітряних бої, в яких Шук збив спочатку чотири літаки, а вдруге здобув ще три перемоги в повітрі, вперше заробивши собі титул «ас дня».
7 квітня у супроводі свого веденого фельдфебеля Йозефа Бьосеньекера німецькі пілоти вилетіли з Печенги, для супроводження конвою, який прямував на захід. У цій місії Шук заявив про знищення трьох P-40 і Іл-2 приблизно в 10 кілометрах на захід від північного краю півострова Рибальський. Пізніше того ж дня Шук збив ще два P-39, довівши свій рахунок до 84 перемог в повітрі.
8 квітня йому зателефонував командувач 5-го повітряного флоту генерал авіації Йозеф Каммгубер, який повідомив йому, що йому було присвоєно Лицарський хрест Залізного хреста.
25 травня 1944 року III./JG 5 здійснювала переліт з Печенги до Свартнеса. О 21:00 19 Bf 109 на чолі з командиром групи майором Генріхом Ерлером злетіли з аеродрому й вступили в бій з приблизно 80 радянськими літаками, які атакували німецький конвой. Під час цієї сутички ІІІ група заявила про 33 повітряних перемоги, включаючи 20 бомбардувальників «Бостон», вісім P-40 і п'ять P-39. Однак радянські записи в цей день задекларували лише п'ять втрат. На рахунок Шуку було записано шість збитих літаків, досягнення «аса дня». Наступного дня Ерлер знову вів 19 Bf 109 III групи на захист німецького конвою. Цього разу німці повідомили про бій з приблизно 100 радянськими літаками та записали 40 повітряних перемог, серед них чотири — Шук. Знову ж таки, радянські дані не відповідають цієї цифрі, вони задокументували втрату лише дев'яти літаків.
15 червня 1944 року Вальтер Шук заявив про свою 100-ту перемогу, коли збив 6 літаків, ще одне досягнення «аса дня». Він став 78-м пілотом Люфтваффе, який досяг позначки 100. 15 червня 1944 року німці вступили в бій з дванадцятьма Іл-2, вісьмома P-40, десятьма P-39 і дев'ятьма Як-7. Шук повідомив про знищення чотирьох P-40, довівши таким чином загальну кількість перемог у повітрі до 101. Однак, за даними радянських архівів, жоден з літаків, що атакували Ліїнахамарі, не був збитий. Через два дні, 17 червня 1944 року, у Шука був найуспішніший день, коли за 24 години німецький ас зафіксував 12 повітряних перемог.
У серпні 1944 року Шук став командиром 10-ї ескадрильї JG 5. 23 серпня він знову став «асом дня», збивши п'ять літаків та здобувши свою 150-ту перемогу в повітрі.
29 вересня Шук був поранений в бою з Іл-2 над аеродромом Печенга. Під час лікування молодого пілота повідомили про те, що його нагороджено Лицарським хрестом Залізного хреста з дубовим листям. 7 листопада 1944 року в Рейхсміністерстві авіації в Берліні рейхсмаршал Герман Герінг вручив Шуку нагороду. Нагородження Шука відбулося разом із ще дванадцятьма військовими, серед яких були німецькі десантники генерал-майор Генріх Треттнер, оберст-лейтенант Фрідріх фон дер Гайдт, а також пілоти штурмової та бомбардувальної авіації гауптмани Франц Кісліх та Дітер Лукеш.
10 листопада Шук отримав звання обер-лейтенанта.
10 січня 1945 року він після періоду оздоровлення та відпустки повернувся до свого підрозділу. 16 лютого 12 винищувачів Королівських ПС P-51 «Мустанг» та 10 швидких бомбардувальників «Москито» здійснили атаку на німецькі кораблі в Стур-фіорді. Повітряний бій стався поблизу кораблів. Під час цієї сутички Шук збив два P-51, його 197-ма та 198-ма перемоги.
Незабаром обер-лейтенанта Шука перевели з JG 5 до Німеччини. Тут він пройшов підготовку на реактивний винищувач Me 262 та 5 березня 1945 року поступив до Jagdgeschwader 7. 24 березня 1945 року він здійснював ознайомлювальний політ на Me 262, коли отримали від центру управління польотами повідомлення про наближення ворожих винищувачів. Шук негайно поринув на противника і помітив розвідувальний літак P-38 «Лайтнінг» F-5 у супроводі двох винищувачів P-51 Стратегічних ВПС США (USAAF). У результаті бою Шук збив два винищувачі P-51, а P-38 збив його ведений.
10 квітня 1945 року 8-ма повітряна армія США здійснила масований наліт на аеродроми, транспортні центри та різні військові інфраструктури в Ораніенбурзі, Рехліні, Нойруппіні, Штендалі, Бранденбурзі-Брієсті, Цербсті, Бургу, Пархімі та Віттенберге. Загалом у цьому масованому рейді брали участь 1232 бомбардувальники B-17 «Літаючі фортеці» та B-24, супроводжувані приблизно 900 винищувачами. Того дня Шук увів у бій сім Ме-262 3-ї ескадрильї та в околицях Оранієнбурга збив чотири В-17, в результаті чого він здобув 206 повітряних перемог. Незабаром після цього його Me 262 потрапив під удар винищувача P-51 і вистрибнув з парашутом зі збитого літака. Шук розтягнув обидві щиколотки при приземленні, і перебував на лікуванні, коли війна закінчилася, перш ніж він одужав.